# Diazotípia

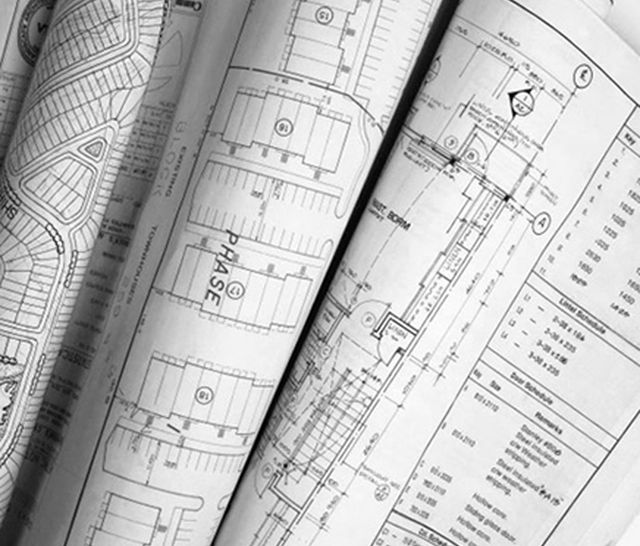
Còpies de plànols Whiteprint.

La diazotipia (en anglès Whiteprint), és una tècnica utilitzada per a la reproducció de documents mitjançant un procés químic que utilitza components diazo. També es coneix com el procés "blue-line", ja que el resultat són línies blaves sobre un fons blanc. És un procés d'impressió per contacte que reprodueix amb exactitud l'original en grandària, però no pot reproduir els tons o colors continus.
Una impressió "blue-line" no és permanent i s'esvaeix si s'exposa a la llum durant setmanes o mesos, però una còpia d'un plànol que dura només alguns mesos és suficient en molts casos per a molts propòsits.

## Història
La sensibilitat a la llum de certs productes químics utilitzats ja era coneguda durant la dècada de 1890 i diversos processos d'impressió relacionats amb dits productes van ser patentats en aquella època. El procés de diazotípia va substituir al procés de cianotípia per a la reproducció de dibuixos d'avantprojectes d'arquitectura i enginyeria, perquè la tècnica era més simple i emprava menys productes químics tòxics.
En la parla enginyers, arquitectes i dibuixants, el plànol resultant del procés de còpia tenia tradicionalment el nom de Blueprint, derivat del color del fons de la tècnica de cianotípia, (la tècnica anterior del procés de còpies de plànols). Quan la diazotípia a força de compostos de diazo va canviar el color de fons al blanc, en els entorns tècnics, als països de parla anglesa, es va mantenir per tradició, el nom de Blueprint, encara que es va intentar canviar el nom de Blueprint a Whiteprint.

## Operació
S'introdueix l'original conjuntament amb el paper sensibilitzat dins d'uns corrons que els arrosseguen exposant-los pas a pas a una font de llum ultraviolada, normalment una làmpada de llum negra, duna forma similar a l'acció manual d'exposar tots dos papers fortament units, enmig de dos vidres directament a la llum solar.
El paper una vegada exposat se submergeix en una solució de revelador feta a base d'amoníac (o vapor d'amoníac) que deixa sobre les parts del paper no exposades a la llum un característic color violat fosc.

## Característiques
Un tènue olor d'amoníac i el to lleugerament morat del paper són les característiques principals d'una còpia de diazotípia. Les línies fosques de l'original queden com línies d'un color violeta fosc i els espais blancs d'un to blanc lleugerament violat. La part posterior dels plànols és d'un color crema que amb el pas del temps es va degradant i els doblecs queden d'un altre color.
El paper emprat en diazotípia està sensibilitzat a la llum ultraviolada